# Pumpermühlen
Die Pumpermühlen waren Wassermühlen an der Wurm, die über Wasserräder Pumpen zur Grubenentwässerung in der Stadt Würselen in der nordrhein-westfälischen Städteregion Aachen im Regierungsbezirk Köln antrieben. Ab 1648 wurden diese Mühlen als Öl-, Schleif-, Kupfer- und Mahlmühlen umgebaut und genutzt.

## Geographie
Die Pumpermühlen hatten ihre Standorte an der Wurm an der Waldstraße/Pumper Mühle 3, in der Stadt Würselen. Die Mühlen lagen auf einer Höhe von ca. 125 m über NN. Oberhalb hatte die Teutermühle und Pumpenkunst ihren Standort, unterhalb lag die Bardenberger Mühle.

## Gewässer
Die Wurm versorgte auf einer Flusslänge von 53 km zahlreiche Mühlen mit Wasser. Die Quelle der Wurm liegt südlich von Aachen bei 265 m über NN, die Mündung in die Rur ist bei der Ortschaft Kempen in der Stadt Heinsberg bei 32 m über NN. 

## Geschichte
Bei den Pumpermühlen lief die Entwicklung umgekehrt als bei der Teutermühle und Pumpenkunst. Bereits im frühen 17. Jahrhundert war in der Grube „Der Haan“ Bergbau mit Wasserkraft-Sümpfung betrieben worden. Nach wenigen Jahrzehnten wurde der Bergbau jedoch wieder eingestellt. Da der Bergbau diesen Standort nicht mehr in Anspruch nahm, verlieh der Aachener Magistrat aus seiner Schleidener Lehensherrschaft  heraus 1648 einigen Kupfermeistern das Recht, an der ehemaligen Pumpe Kupfermühlen zu errichten. Die Stauhöhen mussten wie zur Pumpenzeit im Bergbau eingehalten werden.
Es wurden mehrere Mühlen gebaut. In einem späteren Bericht ist sogar von sechs Mühlen die Rede. Um 1750 wurden in drei Mühlen Fingerhüte hergestellt. Anfang des 19. Jahrhunderts wird von Öl-, Mahl- und Schleifmühlen für Nähnadeln berichtet. Um 1920 wurde die letzte Pumpermühle geschlossen.

## Galerie

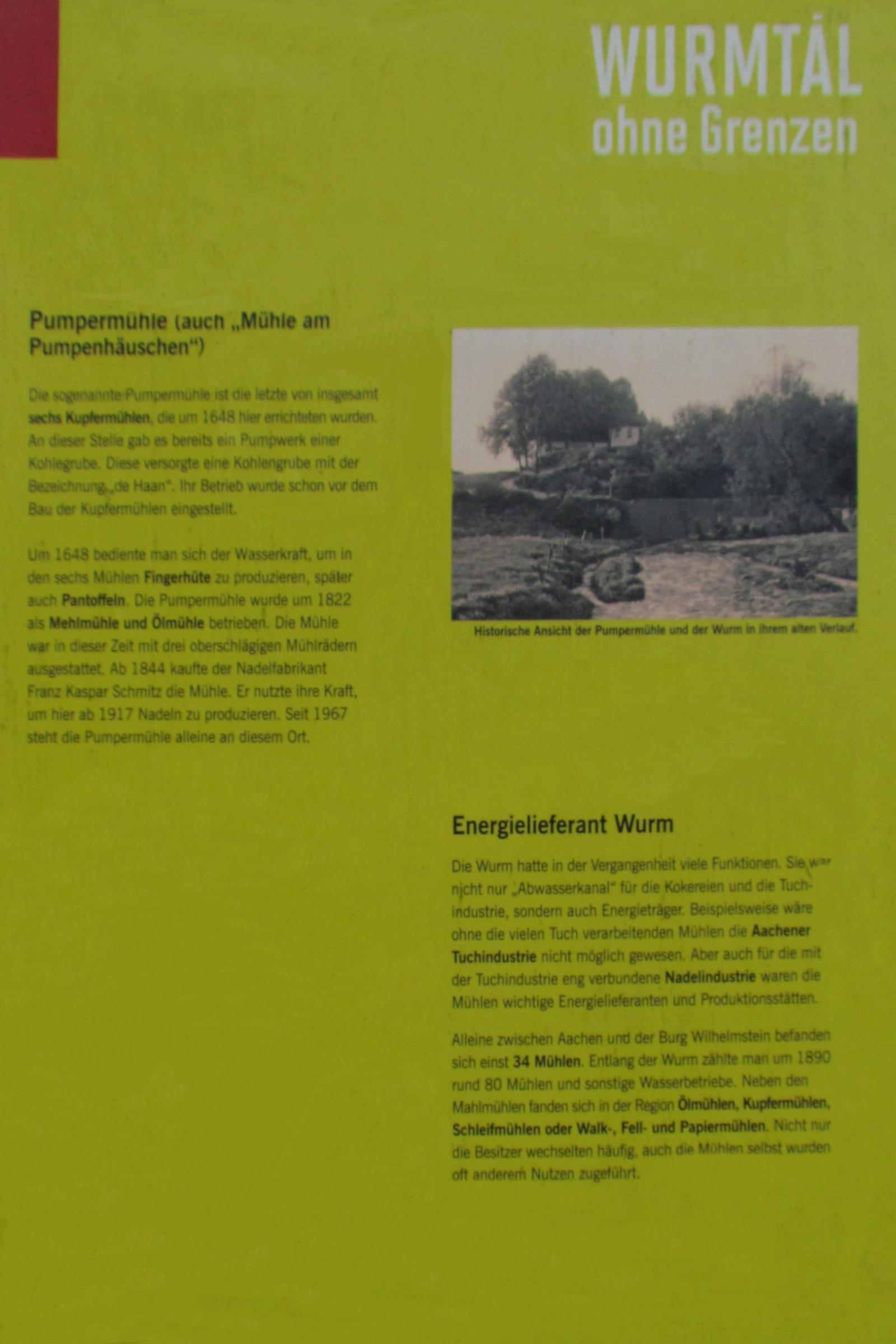
Infotafel zu den Pumper Mühlen in Standortnähe
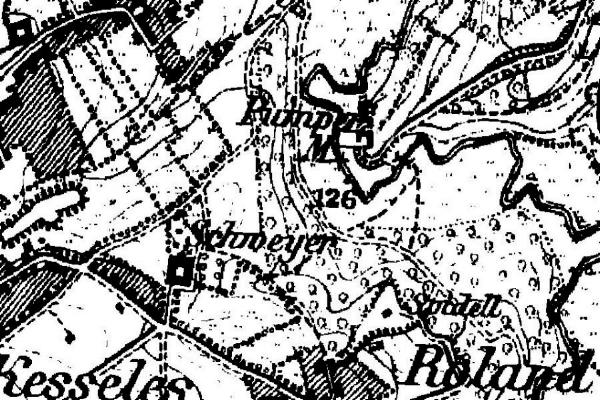
Pumpermühlen auf der Neuaufnahme 1892
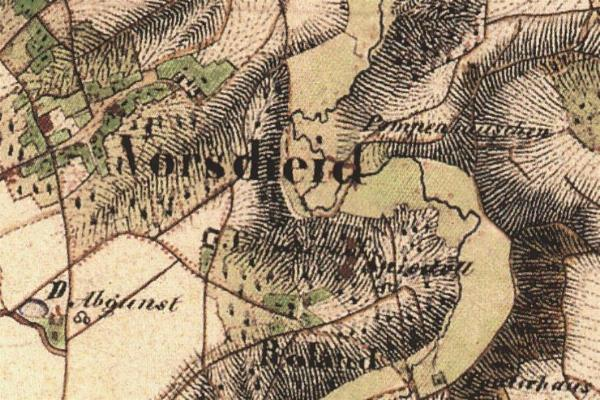
Pumpermühlen auf der Uraufnahme 1846
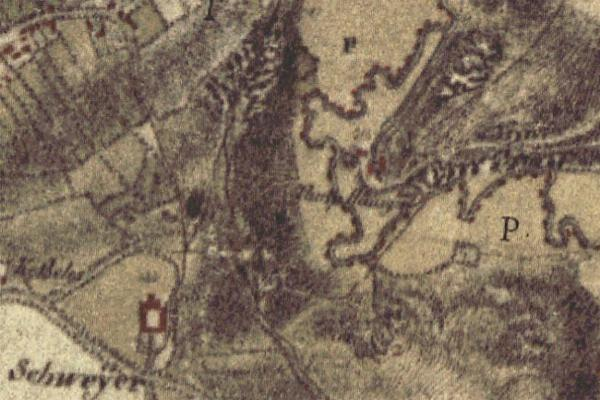
Pumpermühlen auf der Tranchotkarte 1805/07

→ Siehe auch Liste der Mühlen an der Wurm